# Чемпионат Африки по волейболу среди мужчин 1993
9-й чемпионат Африки по волейболу среди мужчин прошёл с 9 по 16 сентября 1993 года в Алжире (Алжир) с участием 10 национальных сборных команд. Чемпионский титул во 2-й раз в своей истории и во 2-й раз подряд выиграла сборная Алжира.

## Команды-участницы
Алжир, Ботсвана, Египет, Заир, Кения, Кот-д'Ивуар, Марокко, Сейшельские Острова, Тунис, ЮАР.

## Матч за 5-е место
16 сентября
Марокко — Заир 3:-

## Плей-офф

### Полуфинал
15 сентября
Тунис — Египет 3:2.
Алжир — Сейшельские Острова 3:-

### Матч за 3-е место
16 сентября
Египет — Сейшельские Острова 3:0 (15:4, 15:5, 16:14).

### Финал
16 сентября
Алжир — Тунис 3:0 (15:8, 15:1, 15:8).

## Итоги

### Положение команд
| Алжир                  |
| Тунис                  |
| Египет                 |
| 4. Сейшельские Острова |
| 5. Марокко             |
| 6. Заир                |
| 7. Кения               |
| 8. ЮАР                 |
| 9. Кот-д'Ивуар         |
| 10. Ботсвана           |